# Władcy Wielkopolski

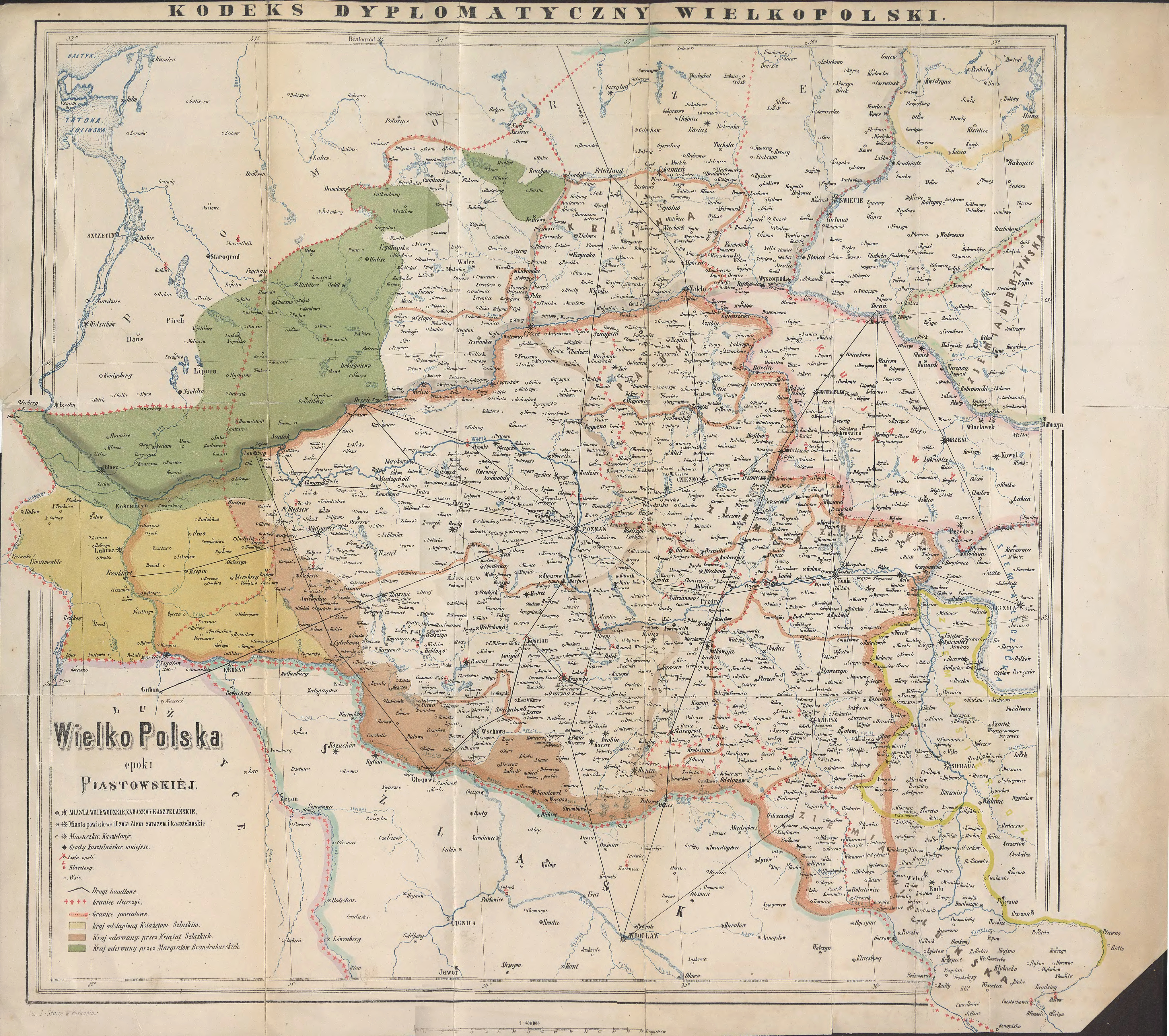
Wielkopolska w czasach piastowskich według Kodeksu dyplomatycznego Wielkopolski (kolorem żółtym zaznaczona ziemia lubuska i zielonym Nowa Marchia)

Książęta wielkopolscy – lista obejmuje władców Wielkopolski. Wielkopolska w 1138 roku, na mocy ustawy sukcesyjnej Bolesława III Krzywoustego, przypadła jego synowi Mieszkowi III Staremu. Dzielnicą tą rządzili Piastowie wielkopolscy, a przejściowo także Henryk I Brodaty i Henryk II Pobożny, przedstawiciele śląskiej linii tej dynastii.
Po wygaśnięciu męskiej linii Piastów wielkopolskich w 1296 roku Wielkopolska stała się przedmiotem rozgrywek między Henrykiem III głogowskim a Władysławem I Łokietkiem. W latach 1299–1305 władał nią Wacław II, król czeski z dynastii Przemyślidów. Ostatecznie w 1314 roku Wielkopolskę opanował Władysław Łokietek. W ten sposób Wielkopolska weszła w skład odrodzonego Królestwa Polskiego (Łokietek koronował się na króla w 1320 roku).
Z dzielnicowych władców Wielkopolski koronacji dostąpili Przemysł II w 1295 roku i Wacław II w 1300 roku.

## Księstwo wielkopolskie (1138–1177)
| Daty panowania | Władca            | Pokrewieństwo                  | Uwagi (Kursywą oznaczono władztwa spoza dzielnicy)                                                     |
| -------------- | ----------------- | ------------------------------ | --- |
| 1138–1177      | Mieszko III Stary | syn Bolesława III Krzywoustego | - 1173–1177 – książę senior Polski (książę krakowski z Gnieznem i Kaliszem, książę zwierzchni Pomorza) |

## Księstwo poznańskie (1177–1279)
| Daty panowania     | Władca                                          | Pokrewieństwo                                   | Uwagi (Kursywą oznaczono władztwa spoza dzielnicy) |
| ------------------ | ----------------------------------------------- | ----------------------------------------------- | --- |
| 1177–1193          | Odon                                            | syn Mieszka III                                 | - od 1177 – tylko w Poznaniu, - po 1182 – prawdopodobnie tylko nad południowo-zachodnią częścią księstwa, od 1193 w Kaliszu |
| 1181–1202          | Mieszko III Stary                               |                                                 | - ponownie, - od 1181 w Gnieźnie i Kaliszu i zapewne w Poznaniu (1191–1193 w Kaliszu syn Mieszko Młodszy, a 1193–1194 Odon, 1195–1198 na Kujawach) |
| 1194–1229          | Władysław III Laskonogi                         | syn Mieszka III Starego                         | - do 1202 w południowej Wielkopolsce, - od 1202 w całej Wielkopolsce, - w 1206 oddał Kalisz Henrykowi I Brodatemu z linii śląskiej, - 1207–1210 i 1218–1225 – w ziemi lubuskiej, - 1216–1217 – tylko w Gnieźnie, choć według innych wersji oddanie bratankowi południowo-zachodniej Wielkopolski |
| 1216–1217 usunięty | Władysław Odonic                                | syn Odona                                       | - Poznań, lub według innych wersji południowo-zachodnia Wielkopolska - (od 1207 także w Kaliszu z ramienia Henryka I Brodatego) |
| 1229–1239          | Władysław Odonic                                |                                                 | - ponownie, - od 1223 – książę na Ujściu nad Notecią, - (1234–1239 – tylko na pn. od rzeki Warty – Gniezno) |
| 1234–1238          | Henryk I Brodaty                                | wnuk brata Mieszka III                          | - od 1201 książę śląski, - od 1232 książę krakowski od 1232, pd. Wielkopolska – Poznań i Kalisz, od 1234 oddanie księstwa kaliskiego w lenno Władysławowi (w latach 1241–1244 samodzielny książę kaliski)                                                                                        |
| 1238–1241          | Henryk II Pobożny                               | syn Henryka I BrodategoI                        | - także książę śląski - także książę krakowski - Poznań i Kalisz, od 1239 w całej Wielkopolsce z wyjątkiem Ujścia, od 1239 rezygnacja z Lądu |
| 1241               | Bolesław II Rogatka                             | syn Henryka II Pobożnego                        | - także książę śląski - także książę krakowski - w całej Wielkopolsce z wyjątkiem Ujścia oraz Lądu |
| 1241–1247          | Przemysł I                                      | syn Władysława Odonica                          | - 1239–1241 – z bratem na Ujściu - 1241–1247 – rządy braci w większej części Wielkopolski (bez Rudy, Kalisz od 1244) |
| 1241–1247          | Bolesław Pobożny                                | syn Władysława Odonica                          | - 1239–1241 – z bratem na Ujściu - 1241–1247 – rządy braci w większej części Wielkopolski (bez Rudy, Kalisz od 1244) |
| 1247–1257          | Przemysł I                                      | syn Władysława Odonica                          | - 1247–1249 – w Poznaniu i Gnieźnie, - od 1249 Ruda do kaliskiego, 1249–1250 w Poznaniu i Kaliszu, 1250–1253 w całej Wielkopolsce, - 1253–1257 – tylko w Poznaniu |
| 1257–1273          | Bolesław Pobożny                                | syn Władysława Odonica                          | - 1257–1273 – w całej Wielkopolsce, - od 1261 w Lądzie, - 1268–1273 – książę bydgoski - 1271–1273 – książę innowrocławski, - 1273–1279 książę kalisko-gnieźnieński - W 1273 nadaje Poznań swojemu bratankowi Przemysłowi II                                                                      |
| 1273–1279          | Przemysł II                                     | syn Przemysła I                                 | - od 1273 w Poznaniu - po 1279 w całej Wielkopolsce (patrz niżej) |
| 1279               | Wielkopolska zjednoczona w rękach Przemysła II. | Wielkopolska zjednoczona w rękach Przemysła II. | Wielkopolska zjednoczona w rękach Przemysła II. |

## Księstwo gnieźnieńskie(1177–1279)
| Daty panowania     | Władca                                          | Pokrewieństwo                                   | Uwagi (Kursywą oznaczono władztwa spoza dzielnicy) |
| ------------------ | ----------------------------------------------- | ----------------------------------------------- | --- |
| 1177–1181          | Kazimierz II Sprawiedliwy                       | syn Bolesława III Krzywoustego                  | - także książę sandomierski - także książę krakowski |
| 1181–1202          | Mieszko III Stary                               | syn Bolesława III Krzywoustego                  | - także książę krakowski |
| 1194–1229          | Władysław III Laskonogi                         | syn Mieszka III Starego                         | - do 1202 w południowej Wielkopolsce, - od 1202 w całej Wielkopolsce, - w 1206 oddał Kalisz Henrykowi I Brodatemu z linii śląskiej, - 1207–1210 i 1218–1225 – w ziemi lubuskiej, - 1216–1217 – tylko w Gnieźnie, choć według innych wersji oddanie bratankowi południowo-zachodniej Wielkopolski |
| 1229–1239 usunięty | Władysław Odonic                                | syn Odona                                       | od 1239 książę na Ujściu nad Notecią, 1234–1239 tylko na pn. od rzeki Warty – Gniezno |
| 1239–1241          | Henryk II Pobożny                               | syn Henryka I Brodatego                         | - także książę śląski - także książę krakowski - Poznań i Kalisz, od 1239 w całej Wielkopolsce z wyjątkiem Ujścia, od 1239 rezygnacja z Lądu |
| 1241               | Bolesław II Rogatka                             | syn Henryka II Pobożnego                        | - także książę śląski - także książę krakowski - w całej Wielkopolsce z wyjątkiem Ujścia oraz Lądu |
| 1241–1247          | Przemysł I                                      | syn Władysława Odonica                          | - 1239–1241 – z bratem na Ujściu - 1241–1247 – rządy braci w większej części Wielkopolski (bez Rudy, Kalisz od 1244) |
| 1241–1247          | Bolesław Pobożny                                | syn Władysława Odonica                          | - 1239–1241 – z bratem na Ujściu - 1241–1247 – rządy braci w większej części Wielkopolski (bez Rudy, Kalisz od 1244) |
| 1247–1249          | Przemysł I                                      | syn Władysława Odonica                          | - 1247–1249 – w Poznaniu i Gnieźnie, - od 1249 Ruda do kaliskiego, - 1249–1250 – w Poznaniu i Kaliszu, - 1250–1253 – w całej Wielkopolsce, - 1253–1257 – tylko w Poznaniu |
| 1249–1250          | Bolesław Pobożny                                | syn Władysława Odonica                          | - 1247–1249 – książę kaliski, - 1249–1250 – książę gnieźnieński, - 1250–1253 – usunięty, |
| 1250–1253          | Przemysł I                                      | syn Władysława Odonica                          | - 1247–1249 – w Poznaniu i Gnieźnie, - od 1249 Ruda do kaliskiego, - 1249–1250 – w Poznaniu i Kaliszu, - 1250–1253 – w całej Wielkopolsce, - 1253–1257 – w Poznaniu |
| 1253–1279          | Bolesław Pobożny                                | syn Władysława Odonica                          | - ponownie - 1253–1257 – książę kalisko-gnieźnieński, - 1257–1273 – w całej Wielkopolsce, - od 1261 w Lądzie, - 1268–1273 – książę bydgoski - 1271–1273 – książę innowrocławski, - 1273–1279 książę kalisko-gnieźnieński                                                                         |
| 1279               | Wielkopolska zjednoczona w rękach Przemysła II. | Wielkopolska zjednoczona w rękach Przemysła II. | Wielkopolska zjednoczona w rękach Przemysła II. |

## Księstwo kaliskie(1177–1279)
| Daty panowania                        | Władca                                          | Pokrewieństwo                                   | Uwagi (Kursywą oznaczono władztwa spoza dzielnicy) |
| ------------------------------------- | ----------------------------------------------- | ----------------------------------------------- | --- |
| 1177–1181                             | Kazimierz II Sprawiedliwy                       | syn Bolesława III Krzywoustego                  | - także książę sandomierski - także książę krakowski |
| 1181–1191                             | Mieszko III Stary                               | syn Bolesława III Krzywoustego                  | - także książę krakowski |
| 1191–1193                             | Mieszko Młodszy                                 | syn Mieszka III                                 | |
| 1193–1194                             | Odon                                            | syn Mieszka III                                 | - od 1177 – tylko w Poznaniu, - po 1182 prawdopodobnie tylko nad południowo-zachodnią częścią księstwa |
| 1194–1202 ponownie                    | Mieszko III Stary                               | syn Bolesława III Krzywoustego                  | |
| 1202–1206                             | Władysław III Laskonogi                         | syn Mieszka III Starego                         | - do 1202 w południowej Wielkopolsce, - od 1202 w całej Wielkopolsce, - w 1206 oddał Kalisz Henrykowi I Brodatemu z linii śląskiej, - 1207–1210 i 1218–1225 – w ziemi lubuskiej, - 1216–1217 – tylko w Gnieźnie, choć według innych wersji oddanie bratankowi południowo-zachodniej Wielkopolski |
| 1206–1207 zwierzchnik: 1207–1217      | Henryk I Brodaty                                | prawnuk Bolesława III Krzywoustego              | zwierzchnik Kalisza 1207–1217 |
| 1207–1217 usunięty                    | Władysław Odonic                                | syn Odona                                       | książę z nadania Henryka I Brodatego |
| 1217–1229 ponownie                    | Władysław III Laskonogi                         | syn Mieszka III Starego                         | |
| 1229–1234 ponownie                    | Władysław Odonic                                | syn Odona                                       | |
| 1234 ponownie, zwierzchnik: 1234–1248 | Henryk I Brodaty                                | prawnuk Bolesława III Krzywoustego              | zwierzchnik Kalisza 1234–1238 |
| zwierzchnik: 1238–1241                | Henryk II Pobożny                               | syn Henryka I Brodatego                         | zwierzchnik Kalisza 1234–1241 |
| 1234–1239                             | Mieszko II Otyły                                | synowie Kazimierza I opolskiego                 | - z nadania Henryka I Brodatego i pod jego zwierzchnictwem do 1238, pod zwierzchnictwem Henryka II Pobożnego do 1239, współrządy z bratem - także książę rudzki |
| 1234–1244                             | Władysław opolski                               | synowie Kazimierza I opolskiego                 | - z nadania Henryka I Brodatego i pod jego zwierzchnictwem do 1238, pod zwierzchnictwem Henryka II Pobożnego do 1241, do 1239 współrządy z bratem - także książę rudzki do 1249 |
| 1244–1247                             | Przemysł I                                      | syn Władysława Odonica                          | - 1239–1241 – z bratem na Ujściu - 1241–1247 – rządy braci w większej części Wielkopolski (bez Rudy) |
| 1244–1247                             | Bolesław Pobożny                                | syn Władysława Odonica                          | - 1239–1241 – z bratem na Ujściu - 1241–1247 – rządy braci w większej części Wielkopolski (bez Rudy) |
| 1247–1249                             | Bolesław Pobożny                                | syn Władysława Odonica                          | - 1247–1249 – książę kaliski, - 1249–1250 – książę gnieźnieński, - W latach 1250–1253 usunięty |
| 1249–1253                             | Przemysł I                                      | syn Władysława Odonica                          | - 1247–1249 – w Poznaniu i Gnieźnie, - od 1249 Ruda do kaliskiego, - 1249–1250 – w Poznaniu i Kaliszu, - 1250–1253 – w całej Wielkopolsce, - 1253–1257 – tylko w Poznaniu |
| 1253–1279                             | Bolesław Pobożny                                | syn Władysława Odonica                          | - ponownie - 1253–1257 – książę kalisko-gnieźnieński, - 1257–1273 – w całej Wielkopolsce, - od 1261 w Lądzie, - 1268–1273 – książę bydgoski - 1271–1273 – książę innowrocławski, - 1273–1279 książę kalisko-gnieźnieński                                                                         |
| 1279                                  | Wielkopolska zjednoczona w rękach Przemysła II. | Wielkopolska zjednoczona w rękach Przemysła II. | Wielkopolska zjednoczona w rękach Przemysła II. |

## Księstwo wielkopolskie (zjednoczone 1279–1320)
| Daty panowania                            | Władca | Pokrewieństwo             | Uwagi (Kursywą oznaczono władztwa spoza dzielnicy) |
| ----------------------------------------- | --- | ------------------------- | --- |
| 1279–1296                                 | Przemysł II | syn Przemysła I           | - od 1273 w Poznaniu (patrz wyżej) - 1281–1287 – bez Wielunia (Rudy), 1284–1287 bez Ołoboku - 1290–1291 – książę krakowski - 1294–1296 – książę pomorski (gdański) - od 1295 król Polski |
| w Wieluniu: 1281–1287 w Ołoboku 1284–1287 | Henryk IV Prawy | wnuk Henryka II Pobożnego | - od 1273/4 – książę głogowski |
| 1296–1299 usunięty                        | Władysław Łokietek | zięć Bolesława Pobożnego  | |
| 1299–1305                                 | Wacław II z dynastii Przemyślidów | zięć Przemysła II         | - od 1278 (1297) – król czeski - od 1291 – książę krakowski - od 1292 – książę sandomierski - od 1299 – książę gdański - od 1300 – król Polski                                           |
| 1305–1309                                 | Henryk III głogowski | wnuk Henryka II Pobożnego | - od 1273/4 – książę głogowski |
| W Kaliszu: 1306–1307                      | Bolesław III Rozrzutny | wnuk Bolesława II Rogatki | - Tylko Kalisz. |
| 1309–1312                                 | - Henryk IV zm. 1369 potem Żagań, - Konrad zm. 1366 potem Namysłów i Oleśnica, - Bolesław zm. 1320/1 potem Oleśnica, - Jan zm. ok. 1363 potem Ścinawa, - Przemko zm. 1331 (potem Głogów) | Henryk III głogowski      | rządy wspólne |
| 1312–1314 usunięci                        | w wyniku podziału – w Poznaniu: - Henryk IV - Jan - Przemko |                           | rządy wspólne |
| 1312–1314 usunięci                        | w wyniku podziału – w Gnieźnie i Kaliszu: - Konrad I - Bolesław |                           | rządy wspólne |
| 1314–1333                                 | Władysław Łokietek |                           | - ponownie, - (od 1304–1306 – także w Małopolsce, Kujawach, Ziemi Sieradzko-Łęczyckiej, na Pomorzu)                                                                                      |
| od 1320                                   | do Królestwa Polskiego | do Królestwa Polskiego    | do Królestwa Polskiego |

## Księstwo wieluńskie(Ziemia rudzka/wieluńska, 1234–1392)
- 1234–1239: Mieszko II Otyły
- 1234–1249: Władysław opolski (do 1239 razem z bratem Mieszkiem)
- 1249–1253: Przemysł I
- 1253–1279: Bolesław Pobożny
- 1279–1281: Przemysł II
- 1296–1299: Władysław I Łokietek
- 1299–1305: Wacław II
- 1306–1313: Bolko I opolski
- 1313–1326: Bolesław Pierworodny

1326–1370 – ziemia wieluńska częścią Królestwa Polskiego
- 1370–1392: Władysław Opolczyk

Od 1392 ziemia wieluńska do Królestwa Polskiego